# 2023 în jocuri video
Acest articol prezintă evenimente importante legate de jocuri video din anul 2023. Vezi și istoria jocurilor video.

## Evenimente

### Lansări importante
Ianuarie
- Forspoken[1]
- Dead Space[2]

Februarie
- Chef Life: A Restaurant Simulator[3]
- Clash: Artifacts of Chaos[4]
- Blanc[5]
- Darkest Dungeon II[6]

### Serii cu jocuri noi
Serii în care au apărut jocuri noi sunt: Alan Wake, Ark, Avatar, Baldur's Gate, Bomberman, Darkest Dungeon, Diablo, Everspace, Final Fantasy, For the King, Forza, Fuga: Melodies of Steel, Homeworld, House Flipper, Layers of Fear, The Legend of Zelda, Kerbal Space Program, Kona, Minecraft, Payday, RoboCop, Spider-Man, Spirit Hunter: Death Mark, S.T.A.L.K.E.R., Street Fighter, The Texas Chainsaw Massacre, Warhammer și The Wolf Among Us.